# Matteo Tosatto

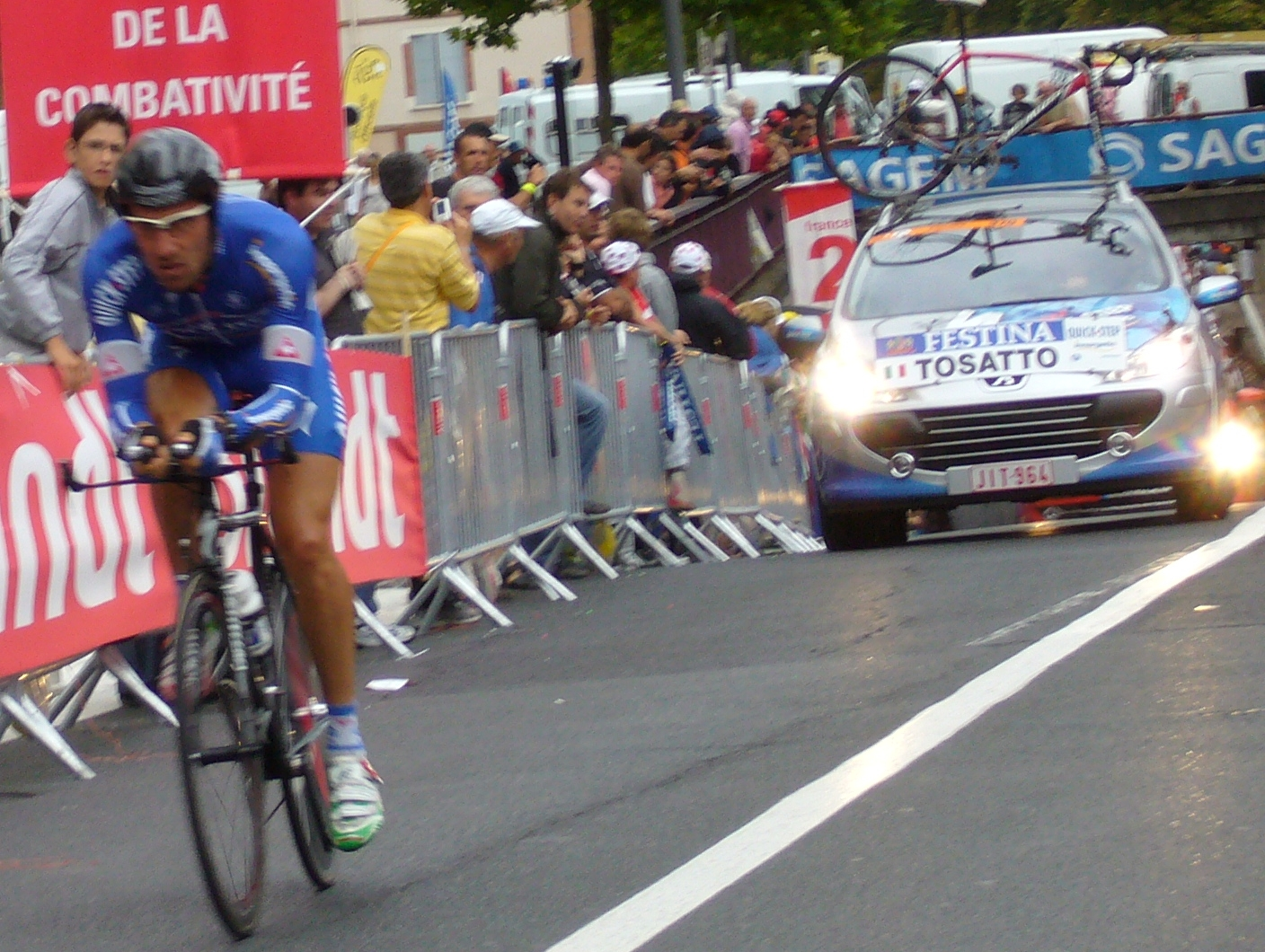
Lors du Tour de France 2007.

Matteo Tosatto (né le 14 mai 1974 à Castelfranco Veneto, dans la province de Trévise en Vénétie) est un coureur cycliste italien. Professionnel de 1997 à 2016, il est actuellement directeur sportif au sein de l'équipe Ineos.
Durant sa carrière, il a notamment remporté une étape chacune du Tour d'Italie 2001 et du Tour de France 2006, ainsi qu'une étape de Paris-Nice en 2000. Au cours de sa carrière, il a participé à un record de 34 grands tours, dont 28 terminés (également un record). Il était équipier d'Alberto Contador lorsque celui-ci à remporter le Tour d'Espagne en 2012 et 2014 et le Tour d'Italie en 2015.

## Biographie

### 1997-1999: les débuts chez MG Boys Maglificio-Technogym puis Ballan
Tosatto passe professionnel en 1997 dans l'équipe MG Boys Maglificio-Technogym. Au cours de sa première saison, il révèle des aptitudes dans les semi-classiques nordiques, terminant septième du Tour de Cologne, puis du Tour de l'aéroport de Cologne-Bonn. L'année suivante, il confirme ces dispositions dans une nouvelle équipe, Ballan. Il termine ainsi cinquième du Mémorial Rik Van Steenbergen et de Veenendaal-Veenendaal en 1998, puis quatrième du Grand Prix Pino Cerami en 1999. La même année, il termine deuxième au sprint d'une étape du Tour d'Italie derrière Mario Cipollini, révélant de belles aptitudes au sprint, que ses leaders utiliseront pour faire de Tosatto un véritable poisson-pilote.

### 2000-2005: Fassa Bortolo, les années Petacchi
Ainsi, en 2000, Tosatto est recruté par l'équipe Fassa Bortolo, où il s'impose progressivement comme un des poissons-pilotes d'Alessandro Petacchi. En 2000, il parvient néanmoins à remporter sa première victoire, sur une étape de Paris-Nice. Sur les courses d'un jour, il termine également deuxième du Grand Prix de Francfort, puis troisième du Tour de Romagne. Il termine à nouveau deuxième d'une étape du Tour d'Italie et porte le maillot rose pendant trois jours. L'année suivante, il remporte à l'issue d'une échappée une étape du Tour d’Italie à Montebelluna.
En 2002, Tosatto compte parmi les coureurs les plus en vue sur les semi-classiques italiennes. Il termine successivement troisième du Trophée Matteotti et de la Coppa Bernocchi, puis remporte sa première course d'un jour, la Coppa Placci. Après cette victoire, il est sélectionné aux mondiaux de Zolder, remportés par son compatriote Mario Cipollini.  Au cours des années suivantes, son dévouement à Alessandro Petacchi limite l'expression du talent de son talent. Toutefois, en 2004, il termine troisième du Tour de la province de Lucques, puis remporte le Tour de Toscane. En fin de saison, il est également deuxième du Tour de Vénétie, derrière Gilberto Simoni et du Tour de Romagne, derrière Gianluca Bortolami, et remporte le Grand Prix du canton d'Argovie.

### 2006-2010: Quick Step-Innergetic / Quick Step, les années Boonen
En 2006, à la suite de la dissolution de la Fassa Bortolo, Tossato choisit la concurrence, et se retrouve au service de Tom Boonen dans l'équipe Quick Step-Innergetic. Une nouvelle fois, Tosatto sait tirer son épingle du jeu, et remporte la 18e étape du Tour de France en battant au sprint son compagnon d'échappée, Cristian Moreni. Grâce à cela et à d'autres bonnes performances, il est convoqué pour le championnat du monde sur route à Salzbourg, où il est l'auteur d'une longue échappée et où il contribue au succès de son leader Paolo Bettini. Il est également sélectionné l'année suivante lorsque Bettini conserve son titre et celle d'après, où Alessandro Ballan est sacré à domicile, à Varèse.
Après deux saisons sans résultats remarquables, Tosatto termine quatrième du Tour du Latium en octobre 2008, puis 15e du Tour de Lombardie quelques jours plus tard.
Il court pour Quick Step pendant cinq ans et envisage de terminer sa carrière avec l'équipe belge. Cependant, à l'issue de la saison 2010, il ne parvient pas à trouver un accord avec le manager Patrick Lefevere pour poursuivre en 2011.

### 2011-2016: fin de carrière chez Saxo Bank puis Tinkoff
Il rejoint pour la saison 2011 l'équipe danoise Saxo Bank-Sungard avec un rôle d'équipier pour Alberto Contador et Peter Sagan. En 2012, il obtient son dernier résultat notable en se classant septième de Paris-Roubaix. 
En 2015, il est le coureur le plus âgé parmi les équipes du World Tour. Durant cette saison, il aide Alberto Contador à remporter le Tour d'Italie. À l'issue du Tour de France 2015, avec vingt-six grands tours terminés (11 Tours, 10 Giros et 5 Vueltas), il égale le record établi par Eduardo Chozas en 1993. L'année suivante, il porte ce record à 28, en prenant part et en terminant à nouveau le Tour d'Italie et le Tour de France. Fin 2016, n'ayant pas pu trouver un autre contrat après l'arrêt de l'équipe Tinkoff, il met fin à sa carrière de coureur à 42 ans.
Finalement, il détient le record de 34 participations à un grand tour (13 Giros, 12 Tours et 9 Vueltas), ainsi que le record de grands tours terminés (28). Sur les huit championnats du monde en équipe nationale auxquels il a participé, quatre se sont soldés par la victoire d'un Italien, avec Mario Cipollini, le doublé de Paolo Bettini et le titre d'Alessandro Ballan,. Il compte également 17 participations à Milan-San Remo et 14 à Paris-Roubaix. Entre 2001 et 2016, il est aligné chaque année sur deux grands tours, à l'exception de 2002.

### Après carrière
En août 2017, il devient directeur sportif au sein de l'équipe Sky. Il a notamment dirigé Tao Geoghegan Hart lors de la victoire finale sur le Tour d'Italie 2020 et Egan Bernal sur l'édition suivante.

## Palmarès et classements mondiaux

### Palmarès amateur
- 1995
  - Trofeo Comune di Piadena
- 1996
  - Trofeo Gordini
  - Prologue et 5ea étape du Tour de Vénétie et des Dolomites
  - 9e étape du Baby Giro

### Palmarès professionnel
- 1998
  - Giro del Medio Brenta
  - 3e du Tour d'Autriche
- 2000
  - 5e étape de Paris-Nice
  - 2e du Grand Prix de Francfort
  - 3e du Tour de Romagne
- 2001
  - 12e étape du Tour d'Italie
- 2002
  - Coppa Placci
  - 3e du Trophée Matteotti
  - 3e de la Coppa Bernocchi
- 2004
  - 1reb étape de la Semaine internationale Coppi et Bartali (contre-la-montre par équipes)
  - Tour de Toscane
  - Grand Prix du canton d'Argovie
  - 2e du Tour de Romagne
  - 2e du Tour de Vénétie
  - 3e du Tour de la province de Lucques
- 2006
  - 18e étape du Tour de France
- 2007
  - 1re étape du Tour du Qatar (contre-la-montre par équipes)
- 2008
  - 1re étape du Tour du Qatar (contre-la-montre par équipes)
- 2012
  - 7e de Paris-Roubaix

### Résultats sur les grands tours

#### Tour de France
12 participations
- 1997 : 132e
- 2001 : 60e
- 2004 : 110e
- 2006 : 125e, vainqueur de la 18e étape
- 2007 : 108e
- 2008 : 96e
- 2009 : 114e
- 2011 : 123e
- 2013 : 92e
- 2014 : 119e
- 2015 : 132e
- 2016 : 145e

#### Tour d'Italie
13 participations
- 1999 : 43e
- 2000 : abandon (17e étape),  maillot rose pendant 3 jours
- 2001 : 50e, vainqueur de la 12e étape
- 2002 : 63e
- 2003 : abandon (19e étape)
- 2004 : 107e
- 2005 : 122e
- 2007 : 94e
- 2010 : 56e
- 2011 : 136e
- 2012 : 104e
- 2015 : 112e
- 2016 : 107e

#### Tour d'Espagne
9 participations
- 2003 : 134e
- 2005 : non-partant (18e étape)
- 2006 : abandon (17e étape)
- 2008 : abandon (18e étape)
- 2009 : abandon (19e étape)
- 2010 : 67e
- 2012 : 135e
- 2013 : 115e
- 2014 : 120e

### Classements mondiaux
| Année              | 2005 | 2006 | 2007 | 2008 | 2009 | 2010 | 2011 | 2012 | 2013 | 2014 | 2015 |
| ------------------ | ---- | ---- | ---- | ---- | ---- | ---- | ---- | ---- | ---- | ---- | ---- |
| Classement ProTour | 161e | 122e |      |      |      |      |      |      |      |      |      |
| UCI World Tour     |      |      |      |      |      |      | nc   | 109e | nc   | nc   | nc   |